# 久松ひろこ
久松 ひろこ（ひさまつ ひろこ）は、日本の映像作家、イラストレーター。

## 作成作品一覧

### みんなのうた
- ◆は、5分間1曲枠の楽曲（ロングのうた）。
- カリヨン・ダンス / 遊佐未森（2015年12月・2016年1月放送）